# Rastenburger SV
Der Rastenburger SV 08 war ein deutscher Sportverein aus der ostpreußischen Stadt Rastenburg, heute Kętrzyn.

## Geschichte
Der Rastenburger SV wurde am 15. Juli 1908 gegründet. 1934 fusionierte der Verein mit dem VfL 1923 Rastenburg und nannte sich fortan Rastenburger SV 08. Nach dem Zweiten Weltkrieg wurde das zum Deutschen Reich gehörende Rastenburg von der Sowjetunion annektiert. Der Rastenburger SV 08 wurde – wie alle übrigen deutschen Vereine und Einrichtungen – zwangsaufgelöst.

### Fußball
Bereits kurz nach seiner Gründung trat der Rastenburger SV überregional in Erscheinung. In der Saison 1910/11 konnte der Verein die Bezirksliga Rastenburg/Lyk gewinnen und qualifizierte sich somit für die baltische Fußballmeisterschaft. Bei dieser schieden die Rastenburger jedoch bereits in der Ausscheidungsrunde nach einer deutlichen 0:12-Niederlage gegen den SV Allenstein aus. Für die Baltische Fußballmeisterschaft 1912/13 qualifizierte sich Rastenburg erneut als Meister der Bezirksliga Rastenburg, doch erneut war der SV Allenstein zu stark. Diesmal verloren die Rastenburger in der Ausscheidungsrunde mit 0:4. 1922/23 erreichte der Verein die ostpreußische Endrunde, die sie auf Platz drei von vier qualifizierten Mannschaften beendeten. 1925/26 gab es eine einheitliche obere Liga in Ostpreußen, für die sich auch Rastenburg qualifizierte, doch bereits in der ersten Saison musste die Mannschaft aus dieser Liga absteigen. Der Wiederaufstieg gelang zur Saison 1927/28, in welcher jedoch erneut nur der letzte Platz und somit der direkte Wiederabstieg heraussprang. Zur Saison 1930/31 wurde die Bezirksliga Ostpreußen in drei kleinere Ligen unterteilt, Rastenburg spielte fortan in der Bezirksliga Süd. In drei aufeinander folgenden Spielzeiten konnte der Verein den zweiten Platz in dieser Bezirksliga erreichen, welches zum Weiterkommen ausreichte. In der anschließenden ostpreußischen Fußballmeisterschaft war Rastenburg jedoch chancenlos.
Durch den zweiten Platz in der Bezirksliga Süd 1932/33 qualifizierte sich der Rastenburger SV für die neu geschaffene Gauliga Ostpreußen. Obwohl der Verein in der ersten Gauligasaison 1933/34 Gruppenletzter der Gruppe B wurde, entkam er dem Abstieg, da der Gruppenvorletzte FC Preußen Gumbinnen einen nicht spielberechtigten Spieler eingesetzt hatte und somit am grünen Tisch zum Absteiger erklärt worden ist. In den kommenden Spielzeiten wurden Mittelfeldplatzierungen erreicht. Nach der Saison 1937/38 wurde die Gauliga von 28 auf zehn teilnehmenden Mannschaften verkleinert. In dem Bezirk Allenstein wurde Rastenburg nur sechster und qualifizierte sich somit nicht für die Gauliga im nächsten Jahr, sondern stieg in die zweitklassige Bezirksliga ab. Einen Wiederaufstieg gelang dem Verein bis 1945 nicht mehr.

### Eishockey
Der VfL Rastenburg nahm erstmals 1930 an der Deutschen Eishockey-Meisterschaft teil. In einer Gruppe mit dem SC Brandenburg Berlin und dem SC Riessersee schieden die Rastenburger jedoch ohne Sieg aus. Auch 1933 qualifizierte sich Rastenburg als baltischer Vertreter für die Eishockey-Meisterschaft und schied nach einer 0:2-Niederlage gegen den SC Riessersee aus. 1934 waren sowohl der VfL Rastenburg als auch der Rastenburger SC für die Meisterschaft qualifiziert. Beide Mannschaften überstanden die Vorrunde, schieden jedoch im Viertelfinale aus. Nach der Fusion beider Vereine trat auch im Eishockey nur noch der Rastenburger SV 08 an. 1935 qualifizierte sich der Verein für die Gruppenphase und war in dieser am Ende punktgleich mit dem SC Riessersee, so dass ein Entscheidungsspiel nötig war. Dieses verloren die Rastenburger mit 0:1 nach Verlängerung und verpassten somit knapp das Finale um die Deutsche Eishockey-Meisterschaft. 1936 schied der Verein im Viertelfinale gegen den SC Brandenburg Berlin aus. 1937 erreichten die Rastenburger in einer Gruppe mit dem SC Riessersee, dem SC Brandenburg Berlin und dem EHC Crimmitschau den zweiten Platz, welcher nicht zum Weiterkommen genügte. Auch 1938, 1939 und 1940 qualifizierte sich Rastenburg als baltischer Vertreter für die deutsche Meisterschaft, schied jedoch bereits in der Gruppenphase aus. 1942 bildete der Verein im Eishockey eine Kriegsspielgemeinschaft mit dem VfK Königsberg und erreichte ebenfalls die Gruppenphase. 1943 gelang letztmals die Qualifikation zur deutschen Eishockey-Meisterschaft. In der Vorrunde schied Rastenburg gegen den Berliner Schlittschuhclub mit 0:5 aus.
Einige aus Ostpreußen geflüchtete Eishockeyspieler des VfL Rastenburg gründeten die Eishockeyabteilung im VfL Bad Nauheim (heute EC Bad Nauheim).

## Erfolge
- 7 Teilnahmen an der Gauliga Ostpreußen: 1933/34, 1934/35, 1935/36, 1936/37, 1937/38
- 12 Teilnahmen an der Deutschen Eishockey-Meisterschaft
  - als VfL Rastenburg: 1930, 1933, 1934
  - als Rastenburger SV: 1934
  - als Rastenburger SV 05: 1935, 1936; 1937, 1938, 1939, 1940, 1942 (als Kriegsspielgemeinschaft), 1943

## Bekannte Spieler
- Herbert Schibukat
- Günter Schischefski
- Hans Frenzel